# Mil millones de oro

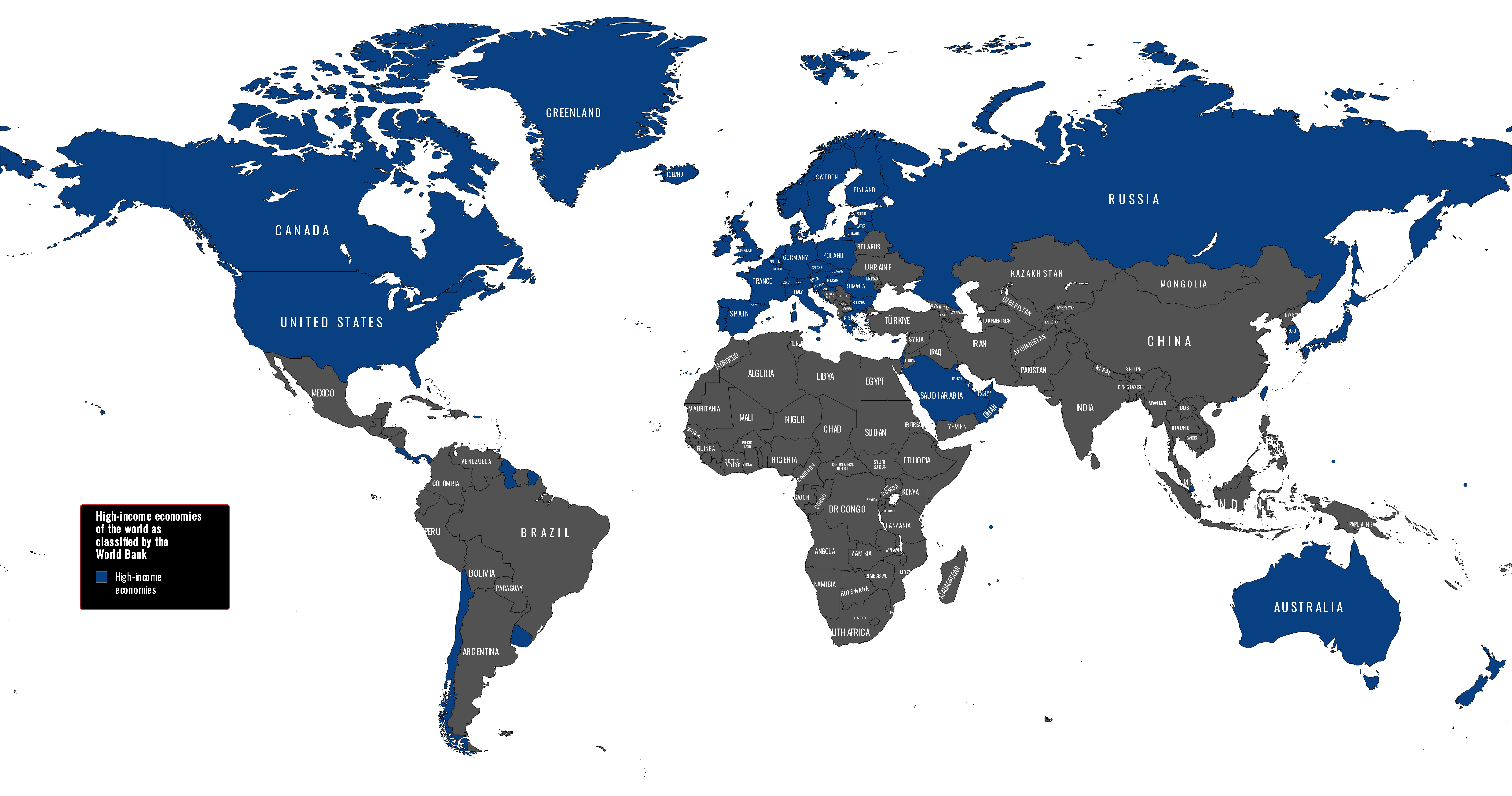
Países por ingreso per capita

La teoría de los mil millones de oro (en inglés, golden billon; en ruso, золотой миллиард, zolotói milliard) es una teoría de la conspiración según la cual las élites mundiales mueven los hilos para amasar riqueza de entre los mil millones de personas más ricas del mundo y destruir la vida del resto de la humanidad. Esta teoría es popular en el mundo de habla ruso.

## Historia
El término fue acuñado por el economista soviético Anatoli Tsikunov (seudónimo A. Kuzmich) en su libro de 1990 The Plot of World Government: Russia and the Golden Billion y utilizado en sus artículos. Las ideas principales detrás de este término se inspiraron en el libro del Club de Roma Los límites del crecimiento: que no hay suficientes recursos para todos los habitantes de la Tierra. El término fue rápidamente popularizado por el historiador y sociólogo ruso Serguéi Kará-Murzá y se ha convertido en un elemento básico del pensamiento conspirativo ruso contemporáneo.

## Uso del término durante la invasión rusa de Ucrania
Durante la invasión rusa de Ucrania de 2022, los principales políticos rusos utilizaron el concepto para justificar la política rusa y acusar a Occidente de colonialismo elitista. En mayo de 2022, Nikolái Pátrushev, Secretario del Consejo de Seguridad de Rusia, acusó a los "anglosajones" de "ocultar sus acciones tras la retórica de los derechos humanos, la libertad y la democracia", mientras avanzaba la doctrina de los mil millones de oro, lo que implica que solo unos pocos privilegiados tienen derecho a la prosperidad en este mundo".
En junio de 2022, hablando en el Foro Económico Internacional, Vladímir Putin "reiteró su posición de que el Kremlin era 'obligado' a iniciar la invasión de Ucrania [...] "Nuestros colegas no están simplemente negando la realidad", agregó Putin. "Tratan de resistir en el curso de la historia. Piensan en términos del siglo pasado. Están cautivos de sus propias ilusiones sobre países fuera de los llamados mil millones de oro, ven todo lo demás como la periferia, su patio trasero, se comen estos lugares como sus colonias y tratan a las personas que viven allí como ciudadanos de segunda clase, porque se consideran excepcionales."
En 2022, Vladímir Putin, explicó la aplicación de sanciones a su país tras la invasión rusa de Ucrania como una conspiración de los mil millones de oro.